# Кутири
Кутири (груз. ქუტირი) — село в Грузии. Находится в Хонийском муниципалитете (с 1939 по 1990 — Цулукидзевский район) края Имеретия. Расположен на Колхидской низменности, на левом берегу реки Цхенисцкали, в 5 км к западу от Хони, в 15 км к северу от Самтредиа (ближайшая железнодорожная станция).

## Население
| Год переписи | Население | Мужчин | Женщин |
| ------------ | --------- | ------ | ------ |
| 2002         | 856       | 414    | 442    |
| 2014         | 889       | 428    | 461    |